# Euphrates
Euphrates war der zweite bekannte Bischof von Köln. Er stammte wohl aus dem Osten.
Er war Nachfolger des Maternus und dürfte zwischen dem Ende der 320er Jahre und der Mitte der 340er Jahre n. Chr. in Köln Bischof gewesen sein. Er nahm am Konzil von Serdica (342/343) teil. Auf einer Gesandtschaft nach dem Konzil wurde er nach Berichten des Athanasius und des Theodoret, die beide Gegner des Arianismus waren, vom arianischen Bischof von Antiochia am Orontes, Stephanus, in eine kompromittierende Situation gebracht. Ein Gefolgsmann des Arianers hatte demnach eine Prostituierte angemietet und diese in der Nacht ins Zimmer des schlafenden Euphrates gebracht. Als sie dies bemerkte, schrie die Frau nach der Version des Athanasius; in der Version des Theodoret fürchtete der erwachende Bischof das Eindringen eines höllischen Wesens und fing laut an zu beten. Auf diese Weise wurde der Versuch, Euphrates in eine moralisch untragbare Situation zu bringen, aufgedeckt und scheiterte.
Angeblich weil er Christus als Gott leugne (Arianismusvorwurf), wurde er 346 auf einer (fiktiven) Kölner Synode der gallischen Bischöfe verurteilt und seines Amtes enthoben. Diese Synode ist eine Kompilation aus dem mittelalterlichen Trier und besitzt insofern keinen authentischen Quellenwert. Dass er ein Gegner des Arianismus war, geht aus den Überlieferungen bei Athanasius und Theodoret hervor. Euphrates ist noch vor der Mitte des Jahrhunderts als älterer Mann gestorben. Über seine Ruhestätte ist nichts bekannt.